# Hyperparasit
En hyperparasit eller metaparasit är en parasit som attackerar andra parasiter. Man skiljer mellan obligata hyperparasiter, som är helt beroende av en annan parasitisk art för sin utveckling, och fakultativa hyperparasiter, som också accepterar primära värdar. Som regel attackerar dessa den primära värden, och sedan, om värden redan är parasiterad, parasiten istället. Hyperparasitism är vanligt hos parasitoider. De flesta kända exemplen på hyperparasiter återfinns bland midjesteklarna, men förekommer även inom ordningarna Diptera och Coleoptera.